# 대창스틸
대창스틸(Daechang Steel Co. Ltd.)는 대한민국의 철강유통 기업이다. 본사는 인천시 남동구 아암대로 1213 (고잔동)에 위치해 있으며 대표이사는 문창복이다.

## 상장
2014년 12월 5일 주관사를 하나대투증권으로 공모가 2,500원에 상장하였다.

## 역사
2006년 7월 1일자로 상호를 대창철강에서 현재의 사명으로 변경하였다
2023년 경영효율성 제고와 사업경쟁력 강화를 위해 대창스틸이 알루미늄 유통판매기업인 대창에이티와 철강재 가공 및 제조기업인 부일철강을 흡수합병하였다.

## 참고 문헌
1. ↑  이정기, 하나투자증권 기업분석보고서 대창스틸, 2015년 12월 28일
2. ↑  정현준, 대창스틸, 대창에이티·부일철강 흡수합병 결정, 페로타임즈, 2023.10.17